# آدم آیرال
آدم آیرال (ترکی استانبولی: Adem Ayral؛ زادهٔ ۱۹۴۰) بازیگر سینما اهل ترکیه است. او فعالیت حرفه‌ای خود را از سال ۱۹۸۹ آغاز کرد.